# Ray Blume
Bernard Ray Blume (Valdosta, 23 settembre 1958) è un ex cestista statunitense, professionista nella NBA e in Francia.

## Carriera
Venne selezionato dagli Indiana Pacers al secondo giro del Draft NBA 1981 (36ª scelta assoluta).

## Palmarès
- NCAA AP All-America Second Team (1980)